# Вашковецька сільська територіальна громада
Вашковецька сільська громада — територіальна громада України, у Дністровському районі Чернівецької області. Адміністративний центр — село Вашківці.
Площа громади — 58,67 км², населення — 4843 мешканці (2018).
Утворена в рамках адміністративно-територіальної реформи. До складу громади ввійшли Вашковецька та Шишковецька сільські ради Сокирянського району, які 10 серпня 2015 року ухвалили рішення про добровільне об'єднання громад. 14 серпня 2015 року утворення громади затверджено рішенням Чернівецької обласної ради.

## Населені пункти
До складу громади входять 4 села:
| Населений пункт | Населення (2015) |
| --------------- | ---------------- |
| Вашківці        | 3465             |
| Шишківці        | 1525             |
| Струмок         | 265              |
| Нова Слобода    | 196              |